# Erik Estrada
Henry Enrique Estrada (East Harlem, 1949. március 16. –) amerikai színész, rendőr. Legismertebb szerepe Francis (Frank) Llewelyn "Ponch" Poncherello a CHiPs című televíziós sorozatból. Később több teleregényben, valóságshow-ban és reklámban szerepelt, illetve szinkronizált az Adult Swim Sealab 2021 című sorozatában.

## Élete
1949. március 16-án született a manhattani East Harlemben, Carmen Moreno és Renildo Estrada gyermekeként. Szülei puerto ricói származásúak. Gyerekkorában gondolt rá, hogy rendőr legyen, de végül a színészkedés felé fordult.

## Magánélete
Estrada első felesége Joyce Miller volt. 1979 novemberében házasodtak össze, 1980-ban váltak el. 1985-től 1990-ig Peggy Lynn Rowe volt a felesége. Két fiuk született: Anthony Erik (1986) és Brandon Michael-Paul (1987). Estrada 1997-ben házasodott össze Nanette Mirkovich hangtechnikussal. Egy lányuk született, Francesca Natalia (2000). Estrada a kaliforniai Studio City-ben él.

## Filmográfia

### Film
- 1970: The Cross and the Switchblade – Nicky Cruz
- 1971: Chrome and Hot Leather (stáblistán nem szerepel)
- 1972: The Ballad of Billie Blue – Justin
- 1972: Parades – Chicano
- 1972: Nagyvárosi légió – Sergio
- 1974: Airport '75 – Julio
- 1976: Trackdown – Chucho
- 1976: A Midway-i csata – Ramos zászlós
- 1977: Fire! – Frank (tévéfilm)
- 1980: The Line
- 1983: Where Is Parsifal? – Henry Board II
- 1985: Colpi di luce – Ronn Warren felügyelő
- 1985: Bűnvadászok – Salvo Lercara
- 1987: A merénylet órája – Martin Fierro
- 1988: Andy Colby's Incredible Adventure
- 1989: Alien Seed – Dr. Stone
- 1989: The Lost Idol
- 1990: Twisted Justice – Gage parancsnok
- 1990: A terror csapdájában – Machado
- 1990: Night of the Wilding – Joseph
- 1990: A Fúria börtönében – Victor
- 1990: Spirits – Anthony Vicci
- 1990: Fegyvercsempész – Juan Degas / Jack of Diamonds
- 1991: Earth Angel (tévéfilm)
- 1991: Megteszed vagy meghalsz – Richard 'Rico' Estevez
- 1991: Gang Justice – Billy apja
- 1992: The Last Riders – Johnny
- 1992: The Divine Enforcer – Monsignor
- 1992: Tuesday Never Comes – Micelli
- 1992: Csupasz igazság – Gonzales
- 1992: The Sounds of Silence – Lester Maldonado
- 1993: Haláli fegyver – Francis Poncherello tiszt
- 1993: Angel Eyes – Johnny Ventura
- 1994: Juana la puta
- 1995: The Misery Brothers – önmaga
- 1995: The Final Goal – Rameriez
- 1998: Visions – Francisco Moreno detektív
- 1998: The Modern Adventures of Tom Sawyer – Joe
- 1998: Shattered Dreams – Fredrick
- 1998: Lost in Hollywood
- 1999: Királykobra – Bernie Alvarez
- 2000: Oliver Twisted – Dr. Castaneda
- 2000: Destroying America
- 2000: We Married Margo – önmaga
- 2001: UP, Michigan! – Edward Manchester
- 2002: National Lampoon's Van Wilder – önmaga
- 2004: Border Blues – Morales, a mexikói rendőr
- 2007: Kickin It Old Skool
- 2007: Mother Goose Parade – tiszteletbeli tábornagy
- 2007: Férj kerestetik! – Victor Diaz
- 2008: 2nd Semester of Spanish, Spanish Love Song
- 2011: Horrorween – vállalkozó
- 2012: Highway – Sanchez
- 2012: Spring Break '83 – önmaga
- 2012: Cool Cat Stops Bullying – önmaga
- 2012: Cool Cat in the Hollywood Christmas Parade – ceremóniamester a hollywoodi parádén
- 2013: Finding Faith – Brown seriff
- 2013: Chupacabra – Carlos Seguin
- 2013: This Is Our Time – Mr. Rowley
- 2013: Templar Nation – Alfred De Molay
- 2014: Repcsik: A mentőalakulat – Nick 'Loop'n' Lopez (hangja)
- 2015: Cool Cat Saves the Kids – önmaga (újra használt felvétel az előző Cool Cat-filmekből)
- 2015: Virtuous – Jack Evans
- 2015: Uncommon – Marc Garcia
- 2016: Americano – Punch (hangja)
- 2017: Bukós szakasz – mentős (stáblistán nem szerepel)
- 2018: Cool Cat Kids Superhero – önmaga
- 2022: Cool Cat Saves the Kids: The Director's Cut – önmaga
- 2023: A Knight to Remember – Mi Ultimo

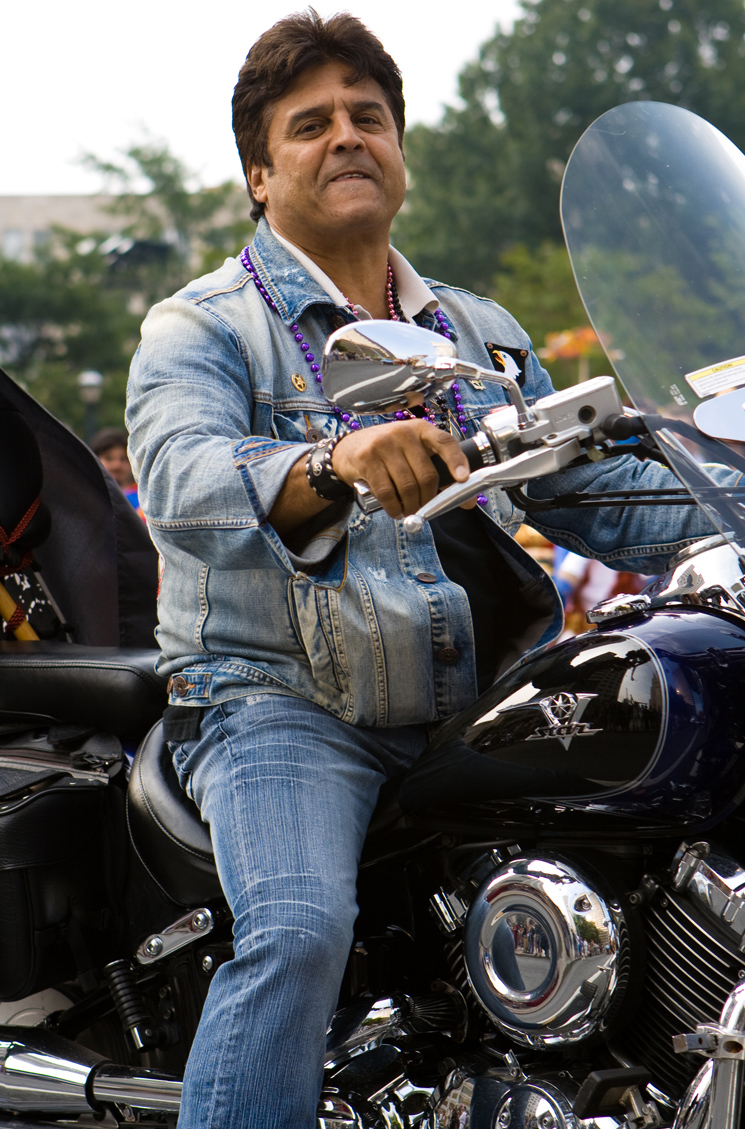
Estrada 2007-ben

### Televízió
- 1973 - Hawaii Five-O – Rono Vidalgo (1 epizód)
- 1974 - Emergency! – sérült szemű ember (stáblistán nem szerepel)
- 1975 - Kojak – Luis (1 epizód)
- 1975 - Mannix – Tropic (1 epizód)
- 1975 - Kolchak: The Night Stalker – Pepe Torres (1 epizód)
- 1975 - Medical Center – Mike Moneda (1 epizód)
- 1975 - Police Woman – Benny Bates (1 epizód)
- 1975 - The Six Million Dollar Man – Sakari herceg (1 epizód)
- 1976 - Baretta – Ortiz (1 epizód)
- 1976 - Barnaby Jones – Ruben (1 epizód)
- 1976 - The Quest – Santos
- 1977 - Fire! – Frank (tévéfilm)
- 1977–1983 - CHiPs – Frank Poncherello tiszt
- 1978 - Szerelemhajó – Jim Warren (1 epizód)
- 1982 - Honeyboy – Rico 'Honeyboy' Ramirez (tévéfilm)
- 1983 - Un solo corazón – Luis
- 1987 - Hunter – Brad Navarro őrmester
- 1987 - Rosa salvaje – Teniente Rocha
- 1988 - Piszkos tizenkettő – Végzetes küldetés - Carmine D'Agostino
- 1988 - Alfred Hitchcock bemutatja – Vinnie Pacelli (1 epizód)
- 1989 - She Knows Too Much – Jimmy Alvarez (tévéfilm)
- 1991 - Extralarge: Ágyúgolyó – Gonzales
- 1991 - Earth Angel – Duke (tévéfilm)
- 1993 - Extralarge: Gonzales bosszúja – Gonzales
- 1993–1994 - Dos mujeres, un camino – Juan Daniel Villegas 'Johnny'
- 1994 - American Adventurer – műsorvezető
- 1995 - A dadus – önmaga (1 epizód)
- 1995 - Cybill – önmaga (vendégszerep)
- 1996 - The Wayans Bros. – önmaga (vendégszerep)
- 1996 - Pánik a felhők felett – Ethan Walker
- 1996 - Pauly – önmaga (vendégszerep)
- 1996–1997 - Sabrina, a tiniboszorkány – önmaga (vendégszerep)
- 1997 - Over the Top – önmaga (vendégszerep)
- 1997 - We Are Angels – Graciano
- 1997 - Baywatch – Huntington kapitány (1 epizód)
- 1997 - Space Ghost Coast to Coast
- 1997 - Martin – Chip (1 epizód)
- 1997 - Homeboys in Outer Space – kockafej (1 epizód)
- 1998 - CHiPs '99 - Frank 'Ponch' Poncherello rendőrtiszt (tévéfilm)
- 1998 - Texas királyai – mexikói bíró (1 epizód)
- 1999 - Family Guy – Ponch (1 epizód)
- 1999 - Walker, a texasi kopó – Brock (1 epizód)
- 1999 - Pacific Blue – Julio Constanza (1 epizód)
- 1999–2000 - Walking After Midnight
- 2000 - Popular – önmaga (vendégszerep)
- 2000 - Tengerparti fenegyerek – Seymour Wences elnök (1 epizód)
- 2000–2005 - Sealab 2021 – Marco (hangja)
- 2001 - Gazdagok és szépek – Eduardo Dominguez
- 2001 - Nyerő hármas – önmaga (vendégszereplő)
- 2002 - Lizzie McGuire – Alejandro (1 epizód)
- 2002 - Amerikai család – rendőr (1 epizód)
- 2002–2005 - Mucha Lucha – El Custodio (hangja)
- 2003 - Dokik – önmaga (vendégszerep)
- 2004 - Higglytown Heroes – mentőautó sofőr/mentős (hangja, 1 epizód)
- 2004 - Drake és Josh – rendőr (1 epizód)
- 2004 - The Surreal Life
- 2004 - Maya és Miguel (hang)
- 2005 - Taylor Made – William Santos (tévéfilm)
- 2005 - Férjek gyöngye – önmaga
- 2006 - Jim szerint a világ – önmaga (vendégszereplő)
- 2006 - Back to the Grind (kiadatlan próbaepizód)
- 2007 - Armed & Famous
- 2008 - Életfogytig zsaru – önmaga (vendégszereplő)
- 2009 - A nevem Earl – önmaga (2 epizód, vendégszereplő)
- 2009 - Meet the Browns – Francisco / Mr. Hernandez (1 epizód)
- 2009 - Burger King-reklám
- 2009 - Cop Talk
- 2010 - Big Time Rush – Carlos apja (1 epizód)
- 2010 - World's Funniest Moments
- 2010–2012 - Kalandra fel! – féregkirály
- 2011 - Mira quién baila
- 2013 - Second Generation Wayans – Mr. Martinez (1 epizód)
- 2014 - Szomszédok az űrből
- 2016 - Liv és Maddie
- 2017 - Still the King
- 2020 - Picture Perfect Mysteries
- 2023 - Álarcos énekes – önmaga
- 2024 - Fallout – Adam